# AntiX
AntiX — легковагий LiveCD дистрибутив Linux, побудований на пакетній базі тестової гілки Debian і орієнтований для установки на застаріле устаткування на процесорами Intel-AMD x86. Користувацьке оточення за умовчанням сформоване за допомогою віконного менеджера IceWM, але на вибір також пропонується fluxbox, jwm і herbstluftwm. Для роботи з файлами пропонуються spacefm і rox-filer. Розмір iso-образу вміщується на один CD.